# لاندري بونيفوي
لاندري بونيفوي (بالفرنسية: Landry Bonnefoi)‏، من مواليد 20 سبتمبر 1983 في فيلباريسيس في فرنسا، لاعب كرة قدم فرنسا.
بدأ مسيرته الكروية مع نادي كان في موسم 2000/2001، وفي عام 2001 انتقل إلى نادي يوفنتوس الإيطالي، وفي موسم 2003/2004 أعير إلى نادي ميسينا، ولعب معهم مباراة واحدة، وفي عام 2006 أعير إلى نادي متز.

## روابط خارجية
- لاندري بونيفوي على موقع رابطة كرة القدم الفرنسية للمحترفين (الإنجليزية)
- لاندري بونيفوي على موقع قاعدة بيانات كرة القدم.إي يو (الإنجليزية)
- لاندري بونيفوي على موقع ليكيب (الفرنسية)
- لاندري بونيفوي على موقع Soccerbase.com (لاعب) (الإنجليزية)
- لاندري بونيفوي على موقع Soccerway.com (الإنجليزية)
- لاندري بونيفوي على موقع عالم كرة القدم.نت (الإنجليزية)
- لاندري بونيفوي على موقع كووورة
- لاندري بونيفوي على موقع AS.com (الإسبانية)